# Sayuri
Sayuri (jap. さゆり, サユリ) – popularne żeńskie imię japońskie.

## Możliwa pisownia
Sayuri można zapisać, używając wielu różnych znaków kanji i może znaczyć m.in.:
- 小百合, „mała lilia”[1]
- 早百合, „wczesny, lilia”
- 佐由里, „asystent, powód, miejscowość”
- 小百里, „mały, sto, miejscowość”

## Znane osoby
- Sayuri (さユり), piosenkarka i twórczyni tekstów
- Sayuri Ishikawa (さゆり), japońska piosenkarka enka
- Sayuri Iwata (さゆり), japońska artystka J-popowa
- Sayuri Katayama (さゆり), japońska aktorka, piosenkarka i twórczyni tekstów
- Sayuri Ohtomo, japońska modelka i aktorka
- Sayuri Oyamada (サユリ), japońska aktorka
- Sayuri Sugawara, japońska piosenkarka
- Sayuri Yamauchi (小百合), japońska seiyū
- Sayuri Yoshida, japońska piosenkarka
- Sayuri Yoshinaga (小百合), japońska aktorka

## Fikcyjne postacie
- Sayuri Kinniku (小百合), bohaterka mangi i anime Kinnikuman
- Sayuri Kurata (佐祐理), bohaterka mangi i anime Kanon
- Sayuri Nitta, bohaterka powieści i filmu Wyznania gejszy